# 자유민주연합 (루마니아)
자유민주연합(루마니아어: Alianța Liberalilor și Democraților, ALDE)은 루마니아의 자유주의 정당이다.

## 역사
2016년 총선 직전에 설립된 신생정당이다. 2016년 국민자유당의 일부 지지층을 끌어들여 5위를 하여 원내정당이 되었고, 사민당과 연정하여 여당 지위까지 얻게 되었다. 2019년 현재 여론조사에 따르면 9-11%의 지지율을 얻고있다.